# Тимелія чорноголова
Тиме́лія чорноголова (Sylvia atriceps) — вид горобцеподібних птахів родини кропив'янкових (Sylviidae). Мешкає в горах Центральній Африці. Раніше вважався підвидом абісинської тимелії, однак був визнаний окремим видом.

## Таксономія
Раніше чорноголову тимелію відносили до роду Абісинська тимелія (Pseudoalcippe) в родині тимелієвих, однак за результатами молекулярно-філогенетичного дослідження вид був переведений до роду Кропив'янка (Sylvia) в родині кропив'янкових.

## Опис
Довжина птаха становить 14 см. Верхня частина тіла каштанова, голова контрастно чорна. Нижня частина тіла чорнувата, живіт дещо світліший.

## Поширення і екологія
Чорноголові тимелії мешкають в горах Камерунської лінії (в Нігерії і Камеруні) та в горах Рувензорі і Вірунґа (на сході Демократичної Республіки Конго та на заході Уганди, Руанди і Бурунді). Вони живуть у вологих гірських тропічних лісах, у високогірних чагарникових і бамбукових заростях та на плантаціях. Зустрічаються на висоті від 900 до 3000 м над рівнем моря. Живляться переважно комахами, а також насінням.